# Бобо-Дјуласо
Бобо-Дјуласо је други по величини град у Буркини Фасо. По подацима из 2012. у граду је живело 537.728 становника. Налази се на југозападу земље у региону Хаутс-Басинс.

## Историја
Град је основан у 15. веку. Локално становништво град зове Сиа. Крајем 19. века Сиа се састојала од два велика села, Тунума и Сие која су међусобно удаљена неколико стотина метара. Оба села су заузели Французи 25. септембра 1897, након кратког, али крвавог сукоба. Убрзо након тога Французи су основали управно насеље покрај већ споменутих села, на источној страни реке Ми. које је постало средиште дистрикта а потом и названо Бобо-Диуласо. 
Током 1915. и 1916. у Бобо-Диуласоу су избили анти-колонијални сукоби против француске колонијалне власти. Године 1927. године старо насеље Тунума и остала околна насеља су порушена а њихово становништво је премештено у суседна села или на већ претходно одређену празну зону. Само насеље Сиа је великим делом поштеђено уништења, али ипак изграђени су и проширени бројни путеви. Град је нагло кренуо да се развија након Другог светског рата насупрот чињенице да је Уагадугу постао престоница државе.

## Привреда
Бобо-Диуласо је седиште богате пољопривредне зоне за производњу житарица, воћа, садни материјал (манго, лимун) и извозне културе (памук, индијски орах и др.). У последње време доста индустријске производње је премештено у главни град Уагадугу.

## Галерија
- Градска улица
- Градска џамија
- Градски стадион
- Ресторан "Berenices"
- Градски споменик
- Градска пијаца